# Ел Ехидо
Ел Ехидо (на испански: El Ejido) е населено място и община в Испания. Намира се в провинция Алмерия, в състава на автономната област Андалусия. Общината влиза в състава на района (комарка) Пониенте Алмериенсе. Заема площ от 227 km². Населението му е 85 389 души (по данни от 2010 г.). Разстоянието до административния център на провинцията е 32 km.

## Демография
| 1998   | 1999   | 2000   | 2001   | 2002   | 2003   | 2004   | 2005   | 2006   | 2007   |
| ------ | ------ | ------ | ------ | ------ | ------ | ------ | ------ | ------ | ------ |
| 50 170 | 51 485 | 53 008 | 55 710 | 57 063 | 61 265 | 63 914 | 68 828 | 75 969 | 78 105 |